# 約翰·坦伯頓
約翰·馬克·坦伯頓爵士（英語：Sir John Marks Templeton，1912年11月29日—2008年7月8日），生於美國田納西州溫徹斯特，英國著名股票投資者、企業家與慈善家，為共同基金的先驅人物。

## 生平
坦普頓出生於田納西州溫徹斯特，曾就讀耶魯大學，他通過打撲克賺取了一部分學費。1934年以優異成績畢業後，獲羅德獎學金前往牛津大學貝利奧爾學院就讀，並獲文學碩士學位，師從本傑明·格雷厄姆。1954年，創立坦伯頓成長基金（Templeton Growth, Ltd）。

## 外部連接
- John Templeton Foundation （页面存档备份，存于）
- Profile of the John Templeton Foundation in The Nation （页面存档备份，存于）
- God's Venture Capitalist （页面存档备份，存于）
- The John Templeton Award for Theological Promise （页面存档备份，存于）